# ATP Challenger Porto
Der ATP Challenger Porto (offiziell: Porto Open) ist ein Tennisturnier, das von 1982 bis 1998 in Porto, Portugal, stattfand. Es gehörte zur ATP Challenger Tour und wurde im Freien auf Sand gespielt. Tomáš Anzari ist mit drei Titeln im Doppel Rekordsieger im Doppel, im Einzel ist Younes El Aynaoui der einzige mehrfache Sieger. Seit 2021 findet ein neues Turnier in Porto statt, das auf Hartplatz stattfindet.

## Liste der Sieger

### Einzel
| Jahr                         | Sieger                | Finalgegner           | Ergebnis          |
| ---------------------------- | --------------------- | --------------------- | ----------------- |
| 2025                         | Moez Echargui         | Francesco Maestrelli  | 6:3, 6:2          |
| 2024                         | August Holmgren       | Alejandro Moro Cañas  | 7:63, 7:66        |
| 2023                         | Luca Nardi            | João Sousa            | 5:7, 6:4, 6:1     |
| 2022                         | Altuğ Çelikbilek (2)  | Christopher O’Connell | 7:65, 3:1 aufgg.  |
| 2021                         | Altuğ Çelikbilek (1)  | Quentin Halys         | 6:2, 6:1          |
| 1999–2020: nicht ausgetragen |                       |                       |                   |
| 1998                         | Younes El Aynaoui (2) | Stefan Koubek         | 4:6, 6:2, 6:4     |
| 1997                         | nicht ausgetragen     | nicht ausgetragen     | nicht ausgetragen |
| 1996                         | Richard Fromberg      | Galo Blanco           | 6:3, 7:6          |
| 1995                         | nicht ausgetragen     | nicht ausgetragen     | nicht ausgetragen |
| 1994                         | Gilbert Schaller      | Marcelo Filippini     | 6:2, 7:5          |
| 1993 (2)                     | Franco Davín          | Gabriel Markus        | 6:4, 6:3          |
| 1993 (1)                     | Younes El Aynaoui (1) | Jordi Arrese          | 7:5, 0:6, 6:4     |
| 1992 (2)                     | Jordi Arrese          | Lars Jonsson          | 2:6, 6:1, 6:0     |
| 1992 (1)                     | José Francisco Altur  | Claudio Mezzadri      | 1:6, 7:6, 7:5     |
| 1991 (2)                     | Bart Wuyts            | Martin Wostenholme    | 6:3, 7:5          |
| 1991 (1)                     | Stefano Pescosolido   | Roberto Azar          | 6:1, 6:1          |
| 1990                         | Mark Koevermans       | Franco Davín          | 6:3, 6:3          |
| 1989                         | Andrei Tscherkassow   | Javier Sánchez        | 7:6, 7:5          |
| 1988                         | Paul Dogger           | Michiel Schapers      | 6:2, 3:6, 6:3     |
| 1987                         | Christian Bergström   | Alex Antonitsch       | 6:1, 6:3          |
| 1983–1986: nicht ausgetragen |                       |                       |                   |
| 1982                         | Jairo Velasco Sr.     | Juan Avendaño         | 6:7, 6:3, 6:3     |

### Doppel
| Jahr                         | Sieger                                  | Finalgegner                             | Ergebnis           |
| ---------------------------- | --------------------------------------- | --------------------------------------- | ------------------ |
| 2025                         | George Goldhoff Ray Ho                  | Nicolás Barrientos Joran Vliegen        | 6:4, 6:4           |
| 2024                         | Sander Arends Luke Johnson              | Joshua Paris Ramkumar Ramanathan        | 6:3, 6:2           |
| 2023                         | Toshihide Matsui Kaito Uesugi           | Rithvik Choudary Bollipalli Arjun Kadhe | 6:75, 6:3, [10:5]  |
| 2022                         | Yuki Bhambri Saketh Myneni              | Nuno Borges Francisco Cabral            | 6:4, 3:6, [10:6]   |
| 2021                         | Guido Andreozzi Guillermo Durán         | Renzo Olivo Miguel Ángel Reyes Varela   | 6:75, 7:65, [11:9] |
| 1999–2020: nicht ausgetragen |                                         |                                         |                    |
| 1998                         | Juan Ignacio Carrasco Jairo Velasco Jr. | Cristian Brandi Stephen Noteboom        | 7:5, 6:4           |
| 1997                         | nicht ausgetragen                       | nicht ausgetragen                       | nicht ausgetragen  |
| 1996                         | Emanuel Couto Nuno Marques              | Bernardo Mota Jimy Szymanski            | 6:7, 6:3, 7:5      |
| 1995                         | nicht ausgetragen                       | nicht ausgetragen                       | nicht ausgetragen  |
| 1994                         | Luis Lobo Javier Sánchez                | Jorge Lozano Roberto Saad               | 7:6, 6:3           |
| 1993 (2)                     | Johan de Beer Brent Haygarth            | Cristian Brandi Federico Mordegan       | 6:2, 2:6, 7:6      |
| 1993 (1)                     | Menno Oosting Daniel Vacek              | Jordi Burillo Javier Sánchez            | 6:3, 7:6           |
| 1992 (2)                     | Doug Eisenman Bent-Ove Pedersen         | Jordi Arrese Àlex Corretja              | 1:6, 6:4, 6:2      |
| 1992 (1)                     | Carl Limberger Tomáš Anzari (3)         | Brian Devening Bent-Ove Pedersen        | 3:6, 6:1, 6:4      |
| 1991 (2)                     | Josef Čihák Tomáš Anzari (2)            | Juan Carlos Báguena Andrés Gómez        | 7:5, 6:2           |
| 1991 (1)                     | Dmitri Poljakow Tomáš Anzari (1)        | Paul Haarhuis Mark Koevermans           | 3:6, 6:3, 6:4      |
| 1990                         | Eduardo Bengoechea Christian Miniussi   | José Clavet Francisco Roig              | 6:0, 6:3           |
| 1989                         | Tomás Carbonell Carlos Costa            | Paul Haarhuis Denis Langaskens          | 6:4, 6:3           |
| 1988                         | Michiel Schapers Huub van Boeckel       | Andrei Olchowski Alexander Swerew       | 6:3, 3:6, 7:6      |
| 1987                         | Conny Falk Stefan Svensson              | Ronnie Båthman Michael Tauson           | 7:5, 5:7, 6:3      |
| 1983–1986: nicht ausgetragen |                                         |                                         |                    |
| 1982                         | Libor Pimek Thierry Stevaux             | Andy Kohlberg Robbie Venter             | 4:6, 7:6, 7:5      |